# Najamni rad
Najamni rad (engl. wage labour) je sociekonomski odnos između radnika i poslodavca, u kome radnik prodaje svoj rad pod formalnim ili neformalnim ugovorom o radu. Ove transakcije se uglavnom događaju na radnom tržištu u kom su nadnice tržišno određene. U zamenu za nadnicu, produkt rada postaje vlasništvo poslodovca, osim u specijalnim slučajima u kojima je intelektualna svojina patentirana u Sjedinjenim Američkim Državama gde prava na patent ostaju kod radnika koji ga je patentirao. Najamni radnik je osoba čiji je primarni izvor prihoda prodaja rada na ovaj način.

## Karakteristike
U modernoj mešovitoj ekonomiji kao što je u OECD zemljama, ovo je trenutno najčešći oblik poslovanja. Iako je većina rada organizovana na ovaj način, platno uređenje direktora, profesionalnih radnika, i profesionalnih radnika na ugovor, su ponekad spojeni sa klasnim zadacima, na taj način platni rad je primenjiv samo na neobrazovane, polu – obrazovane, ili na radnike koji se bave ručnim radom. Razna istraživanja su pokazala da radnici ugalavnom dnevno provedu 1.5 do 3 sata baveći se aktivnostima koja nisu vezana za njihovo zanimanje.

## Tipovi
Trenutno je najčešći vid najamnog rada običan direktan, ili „puno radno vreme“. Ovo je radni odnos gde slobodan radnik prodaje svoj rad na neodređeno vreme (od nekoliko godina do cele karijere), u zamenu za novčanu nadnicu ili platu i kontinuirani odnos sa poslodavcem koji uglavnom ne uključuje ugovarače ili drugu vrstu nestandardnih zaposlenih. Međutim, najamni rad postoji u više oblika, eksplicitni ugovori za razliku od iplicitnih (tj, uslovljenog lokalnim radnim i poreskim zakonom) ugovora nisu toliko neuobičajeni. Ekonomska istorija pokazuje veliki izbor načina na koji se najamni rad trgovao i razmenjivao. 
Razlike se pojavljuju u obliku:
- Statusa radnog odnosa – radnik može biti zaposlen na puno radno vreme, skraćeno radno vreme, ili na neformalnoj osnovi. On ili ona može biti zaposlen, na primer, privremeno samo za određeni projekat, ili na trajnoj osnovi. Najamni rad za skraćeno radno vreme može da se kombinuje sa samozapošljavanjem. Radnik takođe može biti zaposlen kao šegrt (pripravnik).
- Građanskog (pravnog) statusa – radnik, na primer, može biti slobodan građanin, radnik pod ugovorom, predmet prisilnog rada (uključujući zatvor ili vojni rad); radnik može biti angažovan od strane političkog autoriteta za određeni zadatak, mogže da bude polu-rob ili kmet vezan za zemlju koji su zaposleni delom vremena. Tako, rad se može vršiti na manje ili više dobrovoljnoj osnovi, ili na manje ili više nametnutoj osnovi, gde ima mnogo prelaza.
- Načina isplate (naknada ili kompenzacija) – urađen posao može biti plaćen „u kešu“ (novčana nadnica) ili u naturi (preko dobijanja dobara i/ili usluga) ili rad „po učinku“ gde nadnica direktno zavisi od učinka radnika. U nekim slučajevima, radnik može biti plaćen u obliku kredita za kupovinu dobara i usluga, ili u obliku opcija akcija ili udela u vlasnistvu preduzeća.
- Metode zaposlenja – radnik može da se angažuje putem ugovora o radu na njegovu ili njenu inicijativu, ili on ili ona mogu da iznajme svoj rad kao deo grupe. Ali on ili ona mogu takođe da iznajme rad preko posrednika trećoj strani(kao što je agencija za zapošljavanje). U ovom slučaju, on ili ona je plaćen/a od strane posrednika, ali radi za treću stranu koja plaća posrednika. U nekim slučajevima, rad se podugovara nekoliko puta, sa nekoliko posrednika. Još jedna mogućnost je da je radnik dodeljen ili postavljen na posao od strane političkog autoriteta, ili da agencija iznajmljuje radnika preduzeća zajedno sa sredstvima proizvodnje.

## Kritika
Socijalisti već duže vreme upoređuju platni rad sa ropstvom . Kao rezultat toga, pojam "platno ropstvo" se često koristi kao pežorativ za platni rad. Slično tome, zagovornici ropstva su osvrtom na "komparativne zločine robovskog društva i slobodnog društva, ropstva prema ljudskim gospodarima i ropstva prema kapitalu" zaključili da je platno ropstvo u stvari lošije od tradicionalnog ropstva. Apelanti ropstva kao što je Džordž Fitžu tvrde da su radnici samo prihvatili platni rad s vremenom, pošto su postali "upoznati i nepažljivi prema zaraženoj društvenoj atmosferi koju su kontinuirano udisali". 

The slave, together with his labour-power, was sold to his owner once for all.... The [wage] labourer, on the other hand, sells his very self, and that by fractions.... He [belongs] to the capitalist class; and it is for him ... to find a buyer in this capitalist class.

—Karl Marx
Prema Noamu Čomskom, analiza psiholoških implikacija platnog ropstva se proteže nazad do prosvetiteljstva. U knjizi Ograničenja državne akcije iz 1791. godine klasični liberalni mislilac Vilhelm von Humboldt objasnio je da "šta god ne proističe iz slobodnog izbora čoveka ili je samo rezultat nastave i vođenja, ne ulazi u njegovu samu prirodu; čovek ne radi to stvarno sa ljudskim energijama, već samo sa mehaničkom tačnošću", tako da kada radnik radi pod vanjskom kontrolom," možemo se diviti onome što radi, ali preziremo ono što je on". I eksperimenti Milgrama i Stanforda su bili od koristi u psihološkoj studiji odnosa na radnom mestu zasnovanog na platama. Pored toga, prema antropologu Davidu Graberu, najraniji ugovor o plaćanju radne snage, za koji znamo, u stvari su bili ugovori za iznajmljivanje tradicionalnih robova (obično bi vlasnik dobio jedan deo novca, a rob drugi , uz pomoć kojeg će održavati svoje troškove života). Takvi dogovori, prema Graberu, bili su prilično cesti i u Novom svetskom ropstvu, bilo u Sjedinjenim Državama ili Brazilu. C. L. R. James je tvrdio u The Black Jacobinsu da je većina tehnika organizacije koja se koristila na radnicima fabrika tokom industrijske revolucije prvi put razvijena na plantažama robova.
Za Marksiste, rad kao roba, što je kako gledaju na najamni rad, pruža osnovnu tačku napada protiv kapitalizma. “Može se uverljivo tvrditi.“ dodao je jedan zabrinut filozof ” da začetak radničkog rada kao proizvoda potvrđuje Marksovu osudu platnog sistema privatnog kapitalizma kao ‘najamno robstvo’ koja je kao instrument kapitalista za smanjivanje stanja radnika na to od roba, ako ne i niže od toga”. To da je ova primedba veoma bitna proizlazi iz Marksovog zaključka da je najamni rad temelj kapitalizma: “Bez klase zavisne od plata, čim se pojedinci suoče kao slobodne osobe, ne može doći do proizvodnje dodatne vrednosti; bez proizvodnje dodatne vrednosti ne može biti ni kapitalističke proizvodnje, a samim tim nema kapitala i nema kapitaliste!”.

## Literatura
Članci
- Carsel, Wilfred (1940). „The Slaveholders' Indictment of Northern Wage Slavery”. Journal of Southern History. 6 (4): 504—520. JSTOR 2192167.
- Hartmann, Heidi (1979). „The Unhappy Marriage of Marxism and Feminism: Towards a more Progressive Union”. Capital & Class. 3 (4): 1—33.
- Graeber, David (2004). Fragments of an Anarchist Anthropology. Prickly Paradigm Press. ISBN 978-0-9728196-4-0.
- Graeber, David (2007). Possibilities: Essays on Hierarchy, Rebellion and Desire. AK Press. ISBN 978-1-904859-66-6.
- Hallgrimsdottir, Helga Kristin; Benoit, Cecilia (2007). „From Wage Slaves to Wage Workers: Cultural Opportunity Structures and the Evolution of the Wage Demands of the Knights of Labor and the American Federation of Labor, 1880–1900”. Social Forces. 85 (3): 1393—1411. JSTOR 4494978. doi:10.1353/sof.2007.0037.
- Nelson, John O. (1995). „That a Worker's Labour Cannot Be a Commodity”. Philosophy. 70 (272): 157—165. JSTOR 3751199. doi:10.1017/s0031819100065359.
- Roediger, David (2007b). „An Outmoded Approach to Labour and Slavery”. Labour/Le Travail. 60: 245—250. JSTOR 25149808.
- Steinfeld, Robert (2009). Coercion/Consent in Labor (PDF). COMPAS Working Paper No. 66. Oxford: University of Oxford. Архивирано из оригинала (PDF) 1. 3. 2014. г. Приступљено 3. 3. 2013.

Knjige
- Deakin, Simon; Wilkinson, Frank (2005). The Law of the Labour Market: Industrialization, Employment, and Legal Evolution. Oxford: Oxford University Press. ISBN 978-0-19-815281-1.
- Elkins, Caroline (2005). Britain's Gulag: The Brutal End of Empire in Kenya. London: Jonathan Cape. ISBN 978-0-224-07363-9.
- Fitzhugh, George (1857). Cannibals All! or, Slaves Without Masters. Richmond, VA: A. Morris.
- Krahn, Harvey J.; Graham S. Lowe (1993). Work, Industry, and Canadian Society. Second ed. Scarborough, Ont.: Nelson Canada. xii, 430 p. ISBN 0-17-603540-0.
- Marx, Karl (1847). Wage Labour and Capital.
- Marx, Karl (1990) [1867]. Capital, Volume I * Olusoga, David; Erichsen, Casper W. (2010). The Kaiser's Holocaust: Germany's Forgotten Genocide. London: Faber and Faber. ISBN 978-0-571-23141-6.. London: Penguin Classics. ISBN 978-0-140-44568-8. line feed character у |title= на позицији 22 (помоћ)
- Roediger, David (2007a) [1991]. The Wages of Whiteness: Race and the Making of the American Working Class (revised and expanded изд.). London & New York: Verso. ISBN 978-1-844-67145-8.
- Young, John (1997). Peasant Revolution in Ethiopia: The Tigray People's Liberation Front, 1975–1991. Cambridge: Cambridge University Press. ISBN 978-0-521-02606-2.